# Giannīs Kiakos
Giannīs Kiakos (in greco Γιάννης Κιάκος?; Bamberga, 14 febbraio 1998) è un calciatore greco con cittadinanza tedesca, difensore del Paniōnios.

## Carriera
Il 6 agosto 2020 viene acquistato a titolo definitivo dalla squadra greca del Volo.

## Statistiche

### Presenze e reti nei club
Statistiche aggiornate al 6 maggio 2021.
| Stagione        | Squadra         | Campionato      | Campionato | Campionato | Coppe nazionali | Coppe nazionali | Coppe nazionali | Coppe continentali | Coppe continentali | Coppe continentali | Altre coppe | Altre coppe | Altre coppe | Totale | Totale |
| Stagione        | Squadra         | Comp            | Pres       | Reti       | Comp            | Pres            | Reti            | Comp               | Pres               | Reti               | Comp        | Pres        | Reti        | Pres   | Reti   |
| --------------- | --------------- | --------------- | ---------- | ---------- | --------------- | --------------- | --------------- | ------------------ | ------------------ | ------------------ | ----------- | ----------- | ----------- | ------ | ------ |
| lug.-ott. 2018  | Bayreuth        | RL              | 7          | 0          | -               | -               | -               | -                  | -                  | -                  | -           | -           | -           | 7      | 0      |
| 2019-2020       | Paniōnios       | SL              | 6          | 0          | CG              | 3               | 0               | -                  | -                  | -                  | -           | -           | -           | 9      | 0      |
| 2020-2021       | Volo            | SL              | 19         | 1          | CG              | 1               | 0               | -                  | -                  | -                  | -           | -           | -           | 20     | 1      |
| Totale carriera | Totale carriera | Totale carriera | 32         | 1          |                 | 4               | 0               |                    | -                  | -                  |             | -           | -           | 36     | 1      |